# Molem
Molem is een gehucht in de Belgische gemeente Lummen. Het ligt ten noordoosten van het centrum van Lummen.
Molem kent enkele veldkapelletjes, zoals de Kapel Onze-Lieve-Vrouw van Rust (1849) aan de Kraaibergstraat.
Langs het gehucht loopt de autosnelweg A2/E314 en vlakbij ligt het Knooppunt Lummen, dat deze autoweg met de A13/E313 verbindt.